# Сынковский сельский округ
Сынковский сельский округ — упразднённая административно-территориальная единица, существовавшая на территории Подольского района Московской области в 1994—2006 годах.
Сынковский сельсовет был образован в первые годы советской власти. По данным 1919 года он входил в состав Добрятинской волости Подольского уезда Московской губернии.
В 1926 году Сынковский с/с включал село Сынково, деревни Харитоново и Хряслово.
В 1929 году Сынковский сельсовет вошёл в состав Подольского района Московского округа Московской области.
17 июля 1939 года к Сынковскому с/с был присоединён Слащёвский с/с (селения Гривно, Новоселки и Слащёво), селение Пузиково упразднённого Пузиковского с/с, а также селения Бережки и Коледино упразднённого Бережковского с/с.
14 июня 1954 года к Сынковскому с/с был присоединён Валищевский сельсовет (селения Александровка, Валищево, Лопаткино и Меньшово).
26 декабря 1956 года из Сынковского с/с во Львовский с/с были переданы селения Александровка, Валищево, Лопаткино, Меньшово, посёлок отделения совхоза «Одинцово-Вахромеево» и территория санатория «Пролетарий»
1 февраля 1963 года Подольский район был упразднён и Сынковский с/с вошёл в Ленинский сельский район. 11 января 1965 года Сынковский с/с был возвращён в восстановленный Подольский район.
25 октября 1984 года из Сынковского с/с в Лаговский были переданы селения Бережки, Коледино и посёлок Бережки.
3 февраля 1994 года Сынковский с/с был преобразован в Сынковский сельский округ.
В ходе муниципальной реформы 2004—2005 годов Сынковский сельский округ прекратил своё существование как муниципальная единица. При этом все его населённые пункты были переданы в сельское поселение Лаговское.
29 ноября 2006 года Сынковский сельский округ исключён из учётных данных административно-территориальных и территориальных единиц Московской области.